# Horse-baiting

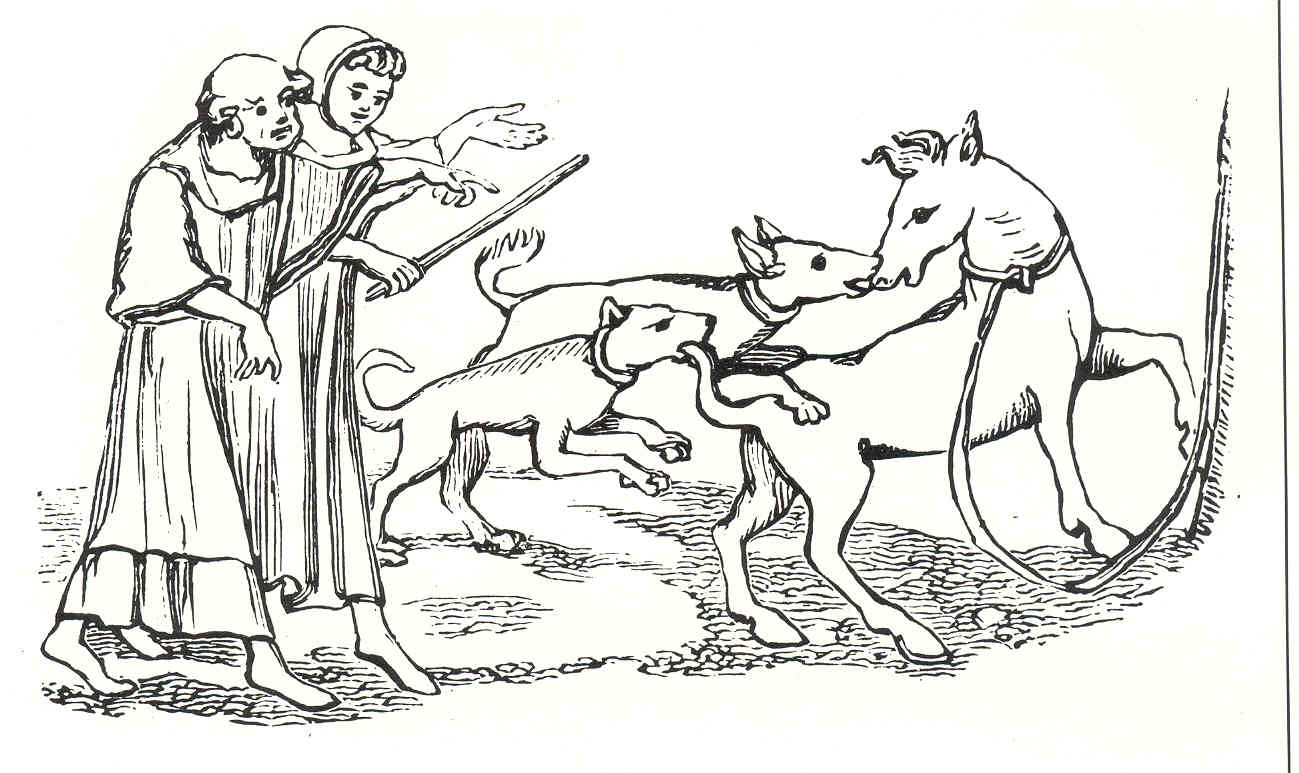
Horse-baiting d'après une gravure de Joseph Strutt dans un manuscrit de la Royal Library de Windsor, daté du XIV.

Le horse-baiting (en français, harcèlement ou tourment du cheval) est un combat d'animaux qui forme un ancien type de divertissement londonien. Comme tous les combats dits baitings, il consiste généralement à faire attaquer un animal, ici un cheval, par plusieurs chiens. 

## Description
Le horse-baiting est essentiellement pratiqué à Londres. Les baitings, combats organisés entre animaux, connaissent une grande popularité dans l'Angleterre du Moyen Âge. Ceux qui impliquent des chevaux constituent certainement une alternative aux habituels combats entre chiens et taureaux, mais semblent beaucoup moins fréquents que ces derniers, car très peu décrits. Il existe différentes variantes, en particulier celle qui consiste à faire monter des singes sur le dos des chevaux avant de lâcher les chiens. 

## Historique
Un récit est consigné en 1544, pour la visite du duc de Najera. Il mentionne :

« [...] un poney avec un singe attaché sur son dos, et de voir l'animal donner des coups de pied parmi les chiens, avec les cris du singe, voir les roquets accrochés aux oreilles et au cou du cheval, [tout cela] est très risible »

— Duc de Najera
Les Anecdotes of London rédigées par Malcolm rapportent des témoignages sur la cruauté de ces divertissements londoniens, recensés jusqu'en 1682. Le 12 avril de cette même année, un cheval particulièrement grand et puissant combat des chiens jusqu'à la mort dans le jardin aux ours de sa Majesté, pour divertir l'ambassadeur du Maroc. L'animal, propriété du comte de Rochester, est réputé pour sa férocité. Il aurait tué au préalable plusieurs autres chevaux.
Les horse-baitings sont finalement interdits en 1835. Si au XIXe siècle, ce divertissement semble avoir disparu d'Angleterre, il continuait peut-être à y être organisé de manière sporadique.